# فلورنسا ميلس
فلورنسا ميلس (بالإنجليزية: Florence Mills)‏ (و. 1896 – 1927 م) هي مغنية، وعازفة الجاز، وراقصة، وممثلة أمريكية، ولدت في واشنطن العاصمة، توفيت في نيويورك، عن عمر يناهز 31 عاماً.

## روابط خارجية
- فلورنسا ميلس على موقع الموسوعة البريطانية (الإنجليزية)
- فلورنسا ميلس على موقع ميوزك برينز (الإنجليزية)
- فلورنسا ميلس على موقع قاعدة بيانات برودواي على الإنترنت (الإنجليزية)
- فلورنسا ميلس على موقع إن إن دي بي (الإنجليزية)